# تيتسوؤو موريموتو
تيتسوؤو موريموتو (باليابانية: 森本哲生؛ بالكانا: もりもと てつお) هو سياسي ياباني، ولد في 29 سبتمبر 1949. حزبياً، نشط في الحزب الديمقراطي الياباني. وقد انتخب عضو مجلس النواب من اليابان.

## وصلات خارجية
- الموقع الرسمي